# Tournoi de clôture du championnat du Paraguay de football 2016
Navigation
Tournoi précédent Tournoi suivant
Le tournoi de clôture de la saison 2016 du Championnat du Paraguay de football est le second tournoi semestriel de la cent-sixième saison du championnat de première division au Paraguay. Les douze clubs participants sont réunis au sein d'une poule unique où ils affrontent leurs adversaires deux fois, à domicile et à l'extérieur. À l’issue du tournoi, un classement cumulé des trois dernières années permet de déterminer les deux clubs relégués en deuxième division.
C'est le Club Guaraní qui remporte le tournoi après avoir terminé en tête du classement final, avec un seul point d'avance sur le Club Olimpia. C'est le onzième titre de champion du Paraguay de l'histoire du club.

## Qualifications continentales
Le vainqueur du tournoi Clôture est qualifié pour la Copa Libertadores 2017. De plus, un classement cumulé des deux tournois de la saison permet d’attribuer les deux dernières places en Copa Libertadores et les quatre clubs qualifiés pour la Copa Sudamericana 2017.

## Les clubs participants
| - Club Libertad - Club Nacional - Cerro Porteño - Club Guaraní - Club Sportivo Luqueño - Club Sol de América | - Club River Plate - Club Olimpia - Club Deportivo Capiatá - Club General Díaz - General Caballero SC - Club Rubio Ñu |

## Compétition
Le barème utilisé pour établir le classement est le suivant :
- Victoire : 3 points
- Match nul : 1 point
- Défaite : 0 point

### Classement
| Rang | Équipe                 | Pts | J  | G  | N | P  | Bp | Bc | Diff |
| ---- | ---------------------- | --- | -- | -- | - | -- | -- | -- | ---- |
| 1    | Club Guaraní           | 48  | 22 | 15 | 3 | 4  | 32 | 19 | +13  |
| 2    | Club Olimpia           | 47  | 22 | 14 | 5 | 3  | 44 | 22 | +22  |
| 3    | Club LibertadT         | 39  | 22 | 11 | 6 | 5  | 33 | 22 | +11  |
| 4    | Club Deportivo Capiatá | 37  | 22 | 10 | 7 | 5  | 33 | 25 | +8   |
| 5    | Cerro Porteño          | 35  | 22 | 9  | 8 | 5  | 45 | 30 | +15  |
| 6    | Club Nacional          | 31  | 22 | 9  | 4 | 9  | 33 | 34 | -1   |
| 7    | Club Sol de América    | 28  | 22 | 7  | 7 | 8  | 32 | 34 | -2   |
| 8    | Club Sportivo Luqueño  | 26  | 22 | 6  | 8 | 8  | 19 | 31 | -12  |
| 9    | Club General Díaz      | 22  | 22 | 5  | 7 | 10 | 20 | 28 | -8   |
| 10   | General Caballero SC   | 20  | 22 | 4  | 8 | 10 | 23 | 34 | -11  |
| 11   | Club Rubio Ñu          | 15  | 22 | 3  | 6 | 13 | 15 | 27 | -12  |
| 12   | Club River Plate       | 12  | 22 | 3  | 3 | 16 | 25 | 48 | -23  |

|  | Qualification pour la Copa Libertadores 2017 |
|  | T : Tenant du titre                          |

| Résultats (▼dom., ►ext.) | CAP | CCP | GCA | GEN | GUA | LIB | NAC | OLI | RIV | RUB | SOL | SLU |
| Club Deportivo Capiatá   |     | 2-2 | 3-2 | 3-0 | 1-1 | 0-1 | 0-1 | 1-0 | 0-3 | 1-0 | 1-1 | 1-1 |
| Cerro Porteño            | 2-1 |     | 1-2 | 2-3 | 1-3 | 2-1 | 1-1 | 1-1 | 4-0 | 1-0 | 2-2 | 4-1 |
| General Caballero SC     | 1-2 | 1-1 |     | 2-2 | 0-1 | 1-5 | 1-2 | 2-3 | 1-0 | 1-1 | 2-1 | 0-1 |
| Club General Díaz        | 0-1 | 1-1 | 0-0 |     | 1-2 | 0-1 | 0-2 | 1-2 | 2-0 | 1-1 | 1-2 | 1-1 |
| Club Guaraní             | 1-1 | 0-2 | 2-1 | 1-0 |     | 1-3 | 1-0 | 0-1 | 2-0 | 1-0 | 4-3 | 2-1 |
| Club Libertad            | 1-1 | 1-1 | 1-0 | 2-1 | 0-1 |     | 3-0 | 2-2 | 1-1 | 2-1 | 0-0 | 1-2 |
| Club Nacional            | 2-2 | 1-6 | 4-1 | 1-2 | 1-1 | 1-2 |     | 3-4 | 2-0 | 3-1 | 2-1 | 1-2 |
| Club Olimpia             | 4-0 | 4-2 | 0-0 | 3-0 | 0-1 | 1-1 | 2-1 |     | 5-3 | 3-1 | 1-0 | 4-1 |
| Club River Plate         | 2-4 | 2-3 | 1-1 | 0-0 | 0-2 | 2-0 | 2-3 | 0-2 |     | 0-2 | 2-4 | 0-2 |
| Club Rubio Ñu            | 0-1 | 0-4 | 0-1 | 0-2 | 0-2 | 0-1 | 0-0 | 0-0 | 5-1 |     | 1-1 | 0-0 |
| Club Sol de América      | 0-3 | 3-2 | 1-1 | 0-1 | 3-0 | 4-2 | 0-1 | 2-1 | 2-6 | 1-0 |     | 1-1 |
| Club Sportivo Luqueño    | 0-4 | 0-0 | 2-2 | 1-1 | 0-3 | 0-2 | 2-1 | 0-1 | 1-0 | 0-2 | 0-0 |     |

### Classements cumulés
| Rang | Équipe                 | Pts | J  | G  | N  | P  | Bp  | Bc | Diff |
| ---- | ---------------------- | --- | -- | -- | -- | -- | --- | -- | ---- |
| 1    | Club Olimpia           | 90  | 44 | 28 | 6  | 10 | 101 | 52 | +49  |
| 2    | Club LibertadOuv       | 83  | 44 | 25 | 8  | 11 | 71  | 45 | +26  |
| 3    | Club GuaraníClo        | 83  | 44 | 25 | 8  | 11 | 67  | 50 | +17  |
| 4    | Club Deportivo Capiatá | 67  | 44 | 18 | 13 | 13 | 75  | 67 | +8   |
| 5    | Cerro Porteño          | 66  | 44 | 18 | 12 | 14 | 85  | 62 | +23  |
| 6    | Club Sol de América    | 63  | 44 | 16 | 15 | 13 | 73  | 70 | +3   |
| 7    | Club Nacional          | 54  | 44 | 15 | 9  | 20 | 69  | 76 | -7   |
| 8    | Club Sportivo Luqueño  | 53  | 44 | 13 | 14 | 17 | 47  | 62 | -15  |
| 9    | Club Rubio Ñu          | 48  | 44 | 13 | 9  | 22 | 46  | 59 | -13  |
| 10   | Club General Díaz      | 46  | 44 | 11 | 13 | 20 | 52  | 72 | -20  |
| 11   | General Caballero SC   | 46  | 44 | 11 | 13 | 20 | 59  | 81 | -22  |
| 12   | Club River Plate       | 28  | 44 | 6  | 10 | 28 | 42  | 91 | -49  |

| Rang | Équipe                 | Pts   | J   | G | N | P | Bp | Bc | Diff |
| ---- | ---------------------- | ----- | --- | - | - | - | -- | -- | ---- |
| 1    | Club Guaraní           | 1,939 | 132 |   |   |   |    |    |      |
| 2    | Club Libertad          | 1,932 | 132 |   |   |   |    |    |      |
| 3    | Cerro Porteño          | 1,795 | 132 |   |   |   |    |    |      |
| 4    | Club Olimpia           | 1,757 | 132 |   |   |   |    |    |      |
| 5    | Club Sol de América    | 1,326 | 132 |   |   |   |    |    |      |
| 6    | Club Sportivo Luqueño  | 1,311 | 132 |   |   |   |    |    |      |
| 7    | Club Deportivo Capiatá | 1,273 | 132 |   |   |   |    |    |      |
| 8    | Club Nacional          | 1,204 | 132 |   |   |   |    |    |      |
| 9    | Club Rubio Ñu          | 1,106 | 132 |   |   |   |    |    |      |
| 10   | Club General Díaz      | 1,053 | 132 |   |   |   |    |    |      |
| 11   | General Caballero SC   | 1,046 | 44  |   |   |   |    |    |      |
| 12   | Club River Plate       | 0,636 | 44  |   |   |   |    |    |      |

## Bilan de la saison
| Championnat du Paraguay de football 2016 |                            |
| Champion                                 | Club Guaraní (11e titre)   |
| Qualifications continentales             |                            |
| Copa Libertadores 2017                   | Club Libertad              |
| Copa Libertadores 2017                   | Club Guaraní               |
| Copa Libertadores 2017                   | Club Olimpia               |
| Copa Libertadores 2017                   | Club Deportivo Capiatá     |
| Copa Sudamericana 2017                   | Cerro Porteño              |
| Copa Sudamericana 2017                   | Club Sol de América        |
| Copa Sudamericana 2017                   | Club Nacional              |
| Copa Sudamericana 2017                   | Club Sportivo Luqueño      |
| Promotions et relégations                |                            |
| Promus en Primera División               | Club Sportivo Trinidense   |
| Promus en Primera División               | Independiente Campo Grande |
| Relégués en División Intermedia          | General Caballero SC       |
| Relégués en División Intermedia          | Club River Plate           |